# Bālā Zarrīn Kolā
Bālā Zarrīn Kolā (persiska: زَرّين كُلای بالا, Zarrīn Kolā-ye Bālā, بالا زرّين كلا) är en ort i Iran.   Den ligger i provinsen Mazandaran, i den norra delen av landet, 180 km nordost om huvudstaden Teheran. Antalet invånare är 655.
Terrängen runt Bālā Zarrīn Kolā är mycket platt. Runt Bālā Zarrīn Kolā är det ganska tätbefolkat, med 111 invånare per kvadratkilometer. Närmaste större samhälle är Sari, 18,1 km söder om Bālā Zarrīn Kolā. Trakten runt Bālā Zarrīn Kolā består till största delen av jordbruksmark.